# 島崎敢
島崎 敢（しまざき かん、1976年2月 - ）は、日本の心理学者（認知科学・実験心理学）。学位は博士（人間科学）（早稲田大学・2009年）。早稲田大学人間科学学術院助教、西埼玉中央病院附属看護学校講師、財団法人交通事故総合分析センター分析委員。

## 来歴

### 生い立ち
1976年、東京都練馬区にて生まれた。練馬区立旭丘小学校、練馬区立旭丘中学校を経て、東京都立大泉高等学校に進学した。その後、静岡県立大学に入学し、国際関係学部の国際言語文化学科に在籍した。1999年に卒業すると、トラックの運転手として生計を立てる。日々の仕事の中で交通に関する学問的な興味を覚え、大学院への進学を志す。3年後、早稲田大学の大学院に入学し、人間科学研究科にて学んだ。2004年に修士課程を修了し、修士（人間科学）の学位を取得した。その後も研究を続け、2009年には早稲田大学大学院にて、人間科学研究科の博士課程を単位取得満期退学した。それにともない、博士（人間科学）の学位を取得した。

### 研究者として
2008年に早稲田大学に採用され、人間科学学術院の助手として勤務し、人間科学部の講義などを担当した。また、同年より、交通事故総合分析ンターの分析委員も兼任している。加えて、2009年からは、西埼玉中央病院附属看護学校の講師も兼任していた。その後、早稲田大学の人間科学学術院にて助教となる。

## 研究
専門は心理学であり、認知科学や実験心理学といった分野を研究している。特に、トラックの運転手だった頃の経験もあり、応用心理学の一分野である交通心理学に関する研究を手がけている。そのため、『交通心理学研究』など専門誌に論文を発表している。なかでも、カーブミラーと出合い頭の事故の関係性について着目し、運転手時代の経験なども加味したうえで、多くの発表を行っている。

## 略歴
- 1976年 - 誕生。
- 1988年 - 練馬区立旭丘小学校卒業。
- 1991年 - 練馬区立旭丘中学校卒業。
- 1994年 - 東京都立大泉高等学校卒業。
- 1999年 - 静岡県立大学国際関係学部卒業。
- 2004年 - 早稲田大学大学院人間科学研究科修士課程修了。
- 2008年 - 早稲田大学大学院人間科学研究科博士課程単位取得満期退学。
- 2008年 - 早稲田大学人間科学学術院助手。
- 2008年 - 交通事故総合分析ンター分析委員。
- 2009年 - 西埼玉中央病院附属看護学校講師。
- 2011年 - 早稲田大学人間科学学術院助教。

## 賞歴
- 2009年 - 日本交通心理学会大会最優秀発表賞。
- 2010年 - 日本交通心理学会大会最優秀発表賞。
- 2016年 - 交通心理学会第81回大会最優秀発表賞。

## 著作
- 『心配学 「本当の確率」となぜずれる?』光文社新書 2016

### 単独での執筆
- 島崎敢「カーブミラーと出会い頭事故」『交通事故例調査・分析報告書』2012年。

### 共同執筆
- 島崎敢ほか「職業運転者の事故傾向と注視特性」『交通心理学研究』21巻、2005年、19-27頁。
- 島崎敢・石田敏郎「職業運転者の事故傾向とリスクの連続的評価」『交通心理学研究』23巻、2007年、12-19頁。
- 島崎敢・石田敏郎「事故反復者のハザードの発見とリスク知覚の時系列分析」『応用心理学研究』34巻、2009年、1-9頁。
- 島崎敢・石田敏郎「タッチパネルを用いたハザード発見遅れ診断装置の開発」『交通心理学研究』25巻、2009年、13-19頁。
- 島崎敢・石田敏郎「停車車両の反射材が通過車両ドライバーに与える影響」『交通科学協議会誌』10巻、2010年。
- 笠原康代・島崎敢・石田敏郎「内服与薬業務に関わる看護師の行動特性」『日本医療マネージメント学会雑誌』12巻、2011年、140-147頁。
- 岡本満喜子・島崎敢・石田敏郎「当事者・観察者の立場での過失割合判断と認定基準との相違」『応用心理学研究』36巻、2011年、124-133頁。
- 島崎敢・石田敏郎「休日特別割引実施前後の事故発生状況の変化」『高速道路と自動車』55巻、2012年、58-63頁。